# St. Laurentius (Puffendorf)

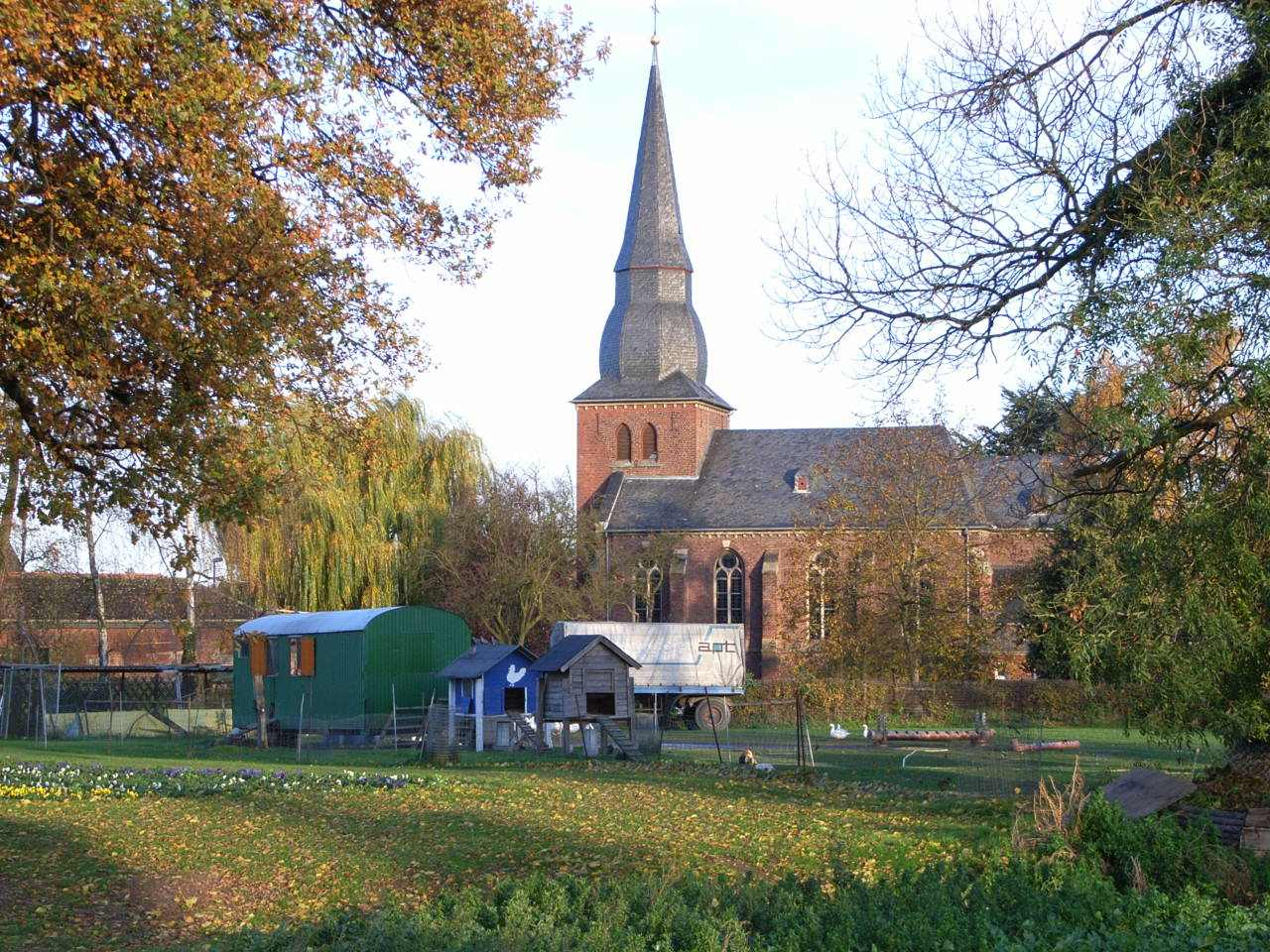
St. Laurentius in Puffendorf

St. Laurentius ist eine römisch-katholische Filialkirche im Baesweiler Stadtteil Puffendorf in der Städteregion Aachen in Nordrhein-Westfalen.
Die Kirche ist dem hl. Märtyrer Laurentius von Rom gewidmet und unter Nummer 25 als Baudenkmal in die Liste der Baudenkmäler in Baesweiler eingetragen. Das Gotteshaus gehört zur Pfarrei St. Marien Baesweiler.

## Lage
Das Kirchengebäude befindet sich in der Ortsmitte von Puffendorf an der Jan-van-Werth-Straße.

## Geschichte
Seit wann es genau eine Kirche in Puffendorf gibt, ist nicht genau bekannt. Anzunehmen ist, dass die heutige Kirche aus einer Eigenkirche der Herren von Puffendorf hervorgegangen ist. Im Jahr 1533 wird für Puffendorf ein Pastor namens Hupert erwähnt. Es muss also zu dieser Zeit schon eine Kirche in Puffendorf bestanden haben, jedoch besaß der Ort noch keine Pfarrrechte, denn 1550 wird Puffendorf als Filialgemeinde der Pfarre Loverich erwähnt. Im 17. Jahrhundert kam der Ort an die Pfarre Gereonsweiler. Im Zuge der Umstrukturierungen in der Franzosenzeit wurde Puffendorf 1804 von Gereonsweiler abgetrennt und zur eigenständigen Pfarrei erhoben. Bereits zwei Jahre später, im Jahr 1806, wurde die Pfarrerhebung wieder rückgängig gemacht und der Ort wurde Filiale der Pfarre Loverich, wie bereits im 16. Jahrhundert. Eigenständige Pfarrei wurde Puffendorf schließlich am 10. November 1837. Seit 1930 gehört der Ort zum Bistum Aachen, zuvor zum Erzbistum Köln.
Zum 1. Januar 2013 wurde die Pfarre St. Laurentius Puffendorf wie alle fünf weiteren Pfarreien im Stadtgebiet von Baesweiler aufgelöst und zur neuen Pfarrei St. Marien vereinigt.

## Baugeschichte
Über die Baugeschichte ist kaum etwas bekannt. Seit mindestens 1533 verfügte der Ort über ein eigenes Gotteshaus, welches sich auf dem Platz der heutigen Kirche befand, jedoch ist nichts Näheres über diesen Bau bekannt. Im 18. Jahrhundert wurde der heutige Kirchturm in Formen des Barock errichtet. Im Jahr 1888 befand sich die Kirche in einem sehr schlechten Zustand, woraufhin die Pfarre einen Neubau des Kirchenschiffs beschloss. Noch im gleichen Jahr wurde die alte Kirche bis auf den Turm abgerissen und mit dem Bau des heutigen Kirchenschiffs begonnen. Dabei wurde auch der Turm durch den Einbau eines großen spitzbogigen Fensters sowie eines neuen Hauptportals verändert. Die feierliche Kirchweihe fand am 10. Juni 1893 statt.
Im Zweiten Weltkrieg erlitt das Gotteshaus Beschädigungen durch Artilleriebeschuss. Bereits 1947 waren alle Schäden behoben und die Pfarrkirche konnte wieder genutzt werden. Zwischen 1951 und 1958 wurde das Gotteshaus grundlegend renoviert.

## Baubeschreibung
St. Laurentius ist eine dreischiffige und vierjochige Hallenkirche aus Backsteinen im Stil der Neugotik. Der einjochige Chor schließt im Osten an das Kirchenschiff an und schließt dreiseitig. Der Glockenturm im Westen ist eingezogen und stammt aus dem 18. Jahrhundert. Er wird von einer geschweiften barocken Haube bekrönt. Die Fenster besitzen alle zweibahniges Maßwerk. Der Innenraum wird von Kreuzrippengewölben überspannt, die auf acht Säulen aus poliertem Granit ruhen.

## Ausstattung
Der Altar ist eine Arbeit aus Trachyt von 1957. Der Taufstein wurde aus dem Vorgängerbau übernommen und im Zuge der Pfarrerhebung 1804 angefertigt. Das Triumphkreuz im Chor stammt ebenfalls aus der Vorgängerkirche und wurde im 16. Jahrhundert angefertigt, jedoch 1951 verändert. Weiterhin befinden sich einige Heiligenfiguren aus dem 19. und 20. Jahrhundert in der Kirche. Die Buntglasfenster stammen aus dem Jahr 1987 und sind Werke der Künstlerin Monika Rütten aus Jülich. Zu erwähnen ist auch die komplett erhaltene Ausmalung aus der Erbauungszeit der Kirche.

## Pfarrer
Folgende Pfarrer wirkten bis zur Auflösung der Pfarre 2013 an St. Laurentius als Seelsorger:
| von – bis | Name                              |
| --------- | --------------------------------- |
| 1916–1951 | Josef Zehnpfennig                 |
| 1951–1958 | Johannes Förster                  |
| 1958–1964 | Hubert Esser                      |
| 1964–1970 | Pater Stephan Wevers              |
| 1970–1986 | Franz Dombret                     |
| 1986–1995 | Josef Simon                       |
| 1995–?    | Wilh. Bergs                       |
| ?–2004    | B. Strerath                       |
| 2004–2007 | Franz-Josef Gasten                |
| 2007–2010 | Hermann Küppers und Burkhard Kroh |
| 2011–2013 | Ferdi Bruckes                     |